# Toronto (Iowa)
Toronto és una població dels Estats Units a l'estat d'Iowa. Segons el cens del 2000 tenia 134 habitants.

## Demografia
Segons el cens del 2000, Toronto tenia 134 habitants, 51 habitatges, i 41 famílies. La densitat de població era de 287,4 habitants/km².
Dels 51 habitatges en un 39,2% hi vivien nens de menys de 18 anys, en un 72,5% hi vivien parelles casades, en un 5,9% dones solteres, i en un 19,6% no eren unitats familiars. En el 19,6% dels habitatges hi vivien persones soles el 5,9% de les quals corresponia a persones de 65 anys o més que vivien soles. El nombre mitjà de persones vivint en cada habitatge era de 2,63 i el nombre mitjà de persones que vivien en cada família era de 3.
Per edats la població es repartia de la següent manera: un 24,6% tenia menys de 18 anys, un 10,4% entre 18 i 24, un 22,4% entre 25 i 44, un 31,3% de 45 a 60 i un 11,2% 65 anys o més.
L'edat mediana era de 42 anys. Per cada 100 dones de 18 o més anys hi havia 114,9 homes.
La renda mediana per habitatge era de 27.500 $ i la renda mediana per família de 27.500 $. Els homes tenien una renda mediana de 22.188 $ mentre que les dones 13.125 $. La renda per capita de la població era de 13.702 $. Entorn del 5% de les famílies i el 6,3% de la població estaven per davall del llindar de pobresa.

## Poblacions més properes
El següent diagrama mostra les poblacions més properes.